# Джон де Балліол
Джон (I) де Балліола (англ. John de Balliol; до 1210 — незадовго до 27 жовтня 1268) — 5-й барон Барнард-Касла з 1228 року, шотландський державний діяч і меценат.

## Біографія
Джон де Балліол належав до знатного шотландського роду англо-нормандського походження — дому Балліол. Народився в сім'ї барона Х'ю де Балліола, барона Балліола і володаря Барнард Кастла і Гайнфорда" (бл. 1177 — 2 лютого 1229), і Сесілії де Фонтене, дочки Олера, лорда де Фонтене де Лонпре-ле-Кор-Сен.
У 1233 році він одружується з кельто-шотландською аристократкою Дерворгілою, представницею правлячого роду в графстві Галлоуей на південному заході Шотландії. Джон і Дерворгіла — батьки шотландського короля Іоанна I. До середини XIII століття його дружина стала дуже багатою, головним чином в результаті спадщини від своєї сім'ї. Це багатство дозволило Балліолу грати помітну суспільну роль, і, за вказівкою Генріха III, він служив спільним захисником молодого короля Шотландії Олександра III . Він був одним з головних радників Генріха III між 1258 і 1265 роками і був призначений Шерифом Ноттінгемшира і Дербішира з 1261 по 1262 рік. Він був узятий у полон в битві при Льюїсі в 1264 році, але втік і возз'єднався з королем Генріхом.
За підтримки єпископа Даремського в 1263 році Джон де Балліол засновує коледж Балліол в Оксфордському університеті.
Джон помер незадовго до 25 жовтня 1268 року.
Після смерті Джона справами коледжу займалася його вдова, що виділила кошти для його потреб і сформулювала в 1282 році його «статути» (повноваження, завдання і права).

## Шлюб і діти
Дружина: з 1233 Дерворгіла Галлоуейська (пом. 28 січня 1290), дочка Алана, барона Галлоуея, і Маргарити Хантингтонської. Діти:
- сер Х'ю Балліол(ок. 1237/1240-до 10 квітня 1271), 6-й барон Боуелл з 1268
- Алан Балліол (пом. 1271/1278), 7-й барон Боуелл з 1271
- Олександр Балліол (пом. до 13 листопада 1278)
- Джон (II) Балліола (ок. 1250 — 4 березня 1314/4 січня 1315), 8-й барон Балліола з 1271/1278, король Шотландії (Іоанн I)
- Сесілія Балліол (пом. до 10 квітня 1273); чоловік: Джон де Бург і Уекерлі (пом. до 3 березня 1279)
- Ада Балліол (пом. після 27 грудня 1283); чоловік: з 15 травня 1266 Вільям Ліндсі з Лембертона (1250-1283)
- Аліенора (Марі, Марджорі) Балліол; чоловік: Джон Комін «чорний» з Баденоха (пом. 1302)